# Lioré et Olivier LeO 451
Il Lioré et Olivier LeO 451 era un bombardiere medio bimotore ad ala bassa sviluppato dall'azienda francese Lioré et Olivier negli anni trenta e successivamente prodotto dalla Société nationale des constructions aéronautiques du sud-est (SNCASE).
Sviluppo dell'originario prototipo LeO 45, il LeO 451 fu l'unica tra le versioni previste a raggiungere la produzione di serie. Venne utilizzato principalmente dall'Armée de l'air, l'aeronautica militare francese, e dall'Aéronautique navale, la componente aerea della Marine nationale, nel periodo immediatamente precedente e durante la prima fase della seconda guerra mondiale; in seguito gli esemplari superstiti prestarono servizio nell'aviazione militare del Regime di Vichy per poi ritornare progressivamente nelle file della France libre e proseguire la loro carriera operativa fino al settembre del 1957.

## Storia del progetto
Il progetto del LeO 45 venne sviluppato in risposta alla richiesta per un aereo della categoria "B5" (bombardiere a cinque posti) avanzata dal Service technique de l'aéronautique (STAé) il 17 novembre 1934. La specifica in questione richiedeva la realizzazione di un aereo in grado di trasportare 1 000 kg di bombe (che salivano fino a 1 500 kg su distanze più contenute) ad una velocità massima non inferiore ai 400 km/h a 4 000 m di quota; al fine di rendere più agevole il raggiungimento delle prestazioni richieste l'aereo non avrebbe dovuto essere dotato di postazioni difensive montate su torrette.
Il LeO 45 fu concepito dal gruppo di progettazione diretto da Jean Mercier e faceva parte della "seconda generazione" di macchine progettate per l'aeronautica militare francese di recente costituzione come Arma autonoma. Queste nuove macchine avrebbero dovuto discostarsi dai mezzi all'epoca in servizio ormai obsoleti (come l'Amiot 143, il Bloch MB 200, il Farman F.222 il Lioré et Olivier LeO H-257 o il Potez 540), ispirati dalle teorie sul bombardamento strategico care a Giulio Douhet e Billy Mitchell.
Nacquero così, più o meno contemporaneamente, i progetti dei concorrenti del LeO 45: l'Amiot 341, il Bloch MB 134, il Latécoère 570 ed il Romano R.120; tutti progetti che, a seguito di una modifica alla specifica iniziale, furono rivisti in configurazione quadriposto e per i quali era previsto l'impiego di nuovi motori in grado di erogare la potenza di 1 000 CV anch'essi in corso di sviluppo.
Il prototipo, denominato LeO 45-01, effettuò il primo volo il 16 gennaio 1937 e, nonostante alcuni problemi di stabilità, mise presto in mostra prestazioni eccellenti: 480 km/h in volo livellato a 4 000 m di quota e 624 km/h a 1 800 m dopo una leggera picchiata da 5 000 m. All'epoca l'aereo, disegnato per l'impiego di motori Gnome-Rhône 14P (che si stimava avrebbero erogato 1 200 CV di potenza), era equipaggiato con due Hispano-Suiza 14AA (da circa 990 CV) dotati di cappottatura NACA ed eliche tripala, anch'esse di produzione della Hispano-Suiza.
Mentre le prove erano in corso di svolgimento, il 20 febbraio del 1937, le sorti dell'intero comparto aviatorio francese furono interessate dalla nazionalizzazione delle industrie: il provvedimento riorganizzò la suddivisione degli impianti su base geografica, indipendentemente dalla precedente proprietà. Nel caso della Lioré et Olivier, l'impianto di produzione del LeO 45-01 (situato ad Argenteuil) confluì nella Société nationale des constructions aéronautiques du sud-est (S.N.C.A.S.E., fondata il 1° di febbraio) unitamente ad altri impianti dell'area.
Nel mese di maggio di quello stesso anno le autorità francesi emisero due ordini per due diverse varianti dell'aereo: la prima, denominata LeO 450 prevedeva l'impiego di motori Hispano-Suiza 14AA delle serie 06 e 07 (contraddistinti dal senso di rotazione tra loro opposto, al fine di ridurre gli sforzi di torsione a carico del velivolo) mentre il LeO 452 avrebbe utilizzato gli Hispano-Suiza 14AA delle serie 12 e 13.
Tra il novembre del 1937 e il giugno del 1938 vennero sottoscritti ordini per un totale di 140 bimotori Lioré et Olivier mentre venne preannunciata la possibilità di un'ulteriore richiesta per altri 100 aerei, poiché il ministero dell'aviazione prevedeva di impiegare 450 bombardieri medi per equipaggiare 22 reparti operativi.
Nel frattempo la sperimentazione sul prototipo 45-01 aveva messo in luce problemi ai motori, causati in particolare dall'inadeguata efficienza dell'impianto di raffreddamento dell'olio motore; a seguito di un fortunoso atterraggio d'emergenza, resosi necessario per il contemporaneo malfunzionamento di entrambe le unità motrici, l'aereo fu rimandato nelle officine del costruttore dove ricevette cappottature dei motori di nuovo disegno, denominate "cappottature Mercier" dal cognome del progettista rimasto a occuparsi del progetto anche una volta passato sotto l'egida statale. Grazie a questo nuovo dispositivo aerodinamico, nel corso di una sessione di prove svolta nel luglio del 1938, l'aereo arrivò a toccare la velocità massima di 500 km/h in volo livellato. Malgrado i risultati ottenuti, i motori Hispano-Suiza continuarono ad evidenziare problemi e la SNCASE decise di rimpiazzare quelli del prototipo con due Gnome-Rhône 14N per dare vita, in tal modo, alla versione LeO 451 il cui successo nel corso delle prove convinse le autorità militari a chiedere che tutti gli ordini di produzione venissero evasi utilizzando quest'ultimo tipo di motore.
Lentezze nella produzione delle unità motrici e scarsità di adeguate eliche tripala disponibili portarono a ritardi nelle consegne dei velivoli: benché presentato al Salone aeronautico di Parigi del novembre del 1938, il primo LeO 451 venne portato in volo solamente l'ultima settimana di marzo dell'anno seguente. In ogni caso il progressivo deterioramento della situazione internazionale portò al continuo incremento degli ordini da parte dell'Armée de l'air, tanto che le commesse alla SNCASE ammontavano a 749 velivoli, dei quali solamente 10 furono consegnati in tempo per il 3 settembre 1939, giorno in cui la Francia dichiarò guerra alla Germania.
Tra i velivoli ordinati figuravano due nuove varianti del LeO 45: il LeO 457 ed il LeO 458; ordinate rispettivamente in cinque e dieci esemplari, avrebbero dovuto essere caratterizzate, la prima, dalla predisposizione per l'impiego ad alta quota e, la seconda, dall'utilizzo di motori statunitensi Wright R-2600 Twin Cyclone ma nessuno di questi aerei finì per uscire dalle linee di montaggio.
Prima del 10 maggio del 1940 il ministero dell'aviazione francese siglò nuovi ordini per ulteriori 800 esemplari di bimotori della famiglia del LeO 45: tra questi erano contemplate 68 unità di una versione "navalizzata", destinata alla Aéronautique navale, denominata LeO 456 (successivamente ribattezzata LeO 451M, sigla in cui la "M" stava ad indicare Marine), 400 esemplari di LeO 455, versione che si contraddistingueva per l'installazione di motori Gnome-Rhône 14R, ed altre 200 macchine della già citata variante LeO 458.
Le vicende che caratterizzarono la campagna di Francia scompaginarono ogni programma di produzione: dai diversi impianti produttivi impegnati nella realizzazione dei vari tipi di LeO 45 uscirono complessivamente circa 580 velivoli. Il processo di sviluppo del progetto venne quindi interrotto durante il periodo di occupazione nazista dei territori francesi ma, nel dopoguerra, alcuni degli esemplari superstiti vennero modificati ed utilizzati sia per scopi civili che militari; in particolare in quest'ultimo caso, una quarantina di LeO 451 vennero dotati di motori Pratt & Whitney R-1830, dando vita alla versione LeO 453.

## Tecnica

### Cellula
Il LeO 45 era un velivolo bimotore ad ala bassa dalla struttura interamente metallica: la fusoliera era di tipo monoscocca con rivestimento costituito da pannelli in lega leggera fissati mediante l'impiego di rivetti a testa svasata. Caratterizzata da sezione ellittica piuttosto pronunciata, la carlinga presentava l'estremità di prua completamente vetrata a vantaggio dell'osservatore/bombardiere.
La cabina di pilotaggio era disposta in posizione sopraelevata per permettere maggiore visibilità al pilota; nella zona immediatamente posteriore si trovava la postazione del marconista che, in caso di necessità, fungeva anche da mitragliere prendendosi cura della postazione ventrale. Un secondo mitragliere provvedeva alla postazione dorsale, disposta al di sopra della zona occupata dai serbatoi di carburante (della capacità di 1 810 L) e dal vano bombe.
Le due semiali avevano il bordo d'entrata disposto immediatamente alle spalle della cabina di pilotaggio; benché la dimensione della radice fosse piuttosto ampia, la misura della corda si riduceva sensibilmente verso le estremità. Ciascuna semiala era costituita da quattro sezioni e incorporava serbatoi di carburante (per una capacità complessiva di 1 425 L) e nella sezione della radice alare era presente un vano bombe che poteva ospitare un carico massimo di 200 kg di ordigni a caduta libera.
Le semiali, a circa un terzo del loro allungamento, ospitavano le gondole dei motori: dapprima dotate di cappottatura NACA, negli esemplari di serie queste erano equipaggiate con carenature dalla conformazione del tutto originale, frutto del lavoro di Jean Mercier (principale responsabile del progetto dell'aereo fin dalla nascita). Nella parte posteriore delle gondole trovavano sistemazione le gambe principali del carrello d'atterraggio: caratterizzate da elementi monoruota sostenuti da due bracci tubolari, si ritraevano verso il posteriore con movimento diretto, fino alla totale scomparsa delle ruote all'interno dei rispettivi vani. Anche il ruotino posteriore era di tipo retrattile con alloggiamento nel cono posteriore della fusoliera.
La fusoliera terminava formando un cono di dimensioni relativamente ridotte, nella cui zona superiore era fissato l'impennaggio a doppia deriva: oggetto di modifiche fin dai primi voli, in quanto causa dei problemi di stabilità riscontrati sul prototipo, si caratterizzava per la disposizione degli stabilizzatori con angolo diedro negativo di 13° e per l'insolita installazione delle derive, collegate agli stabilizzatori nella propria parte superiore.

### Motore
Limitando l'analisi agli esemplari effettivamente portati in volo, il LeO 45 venne dotato in primo luogo del motore radiale Hispano-Suiza 14AA: si trattava di un motore a 14 cilindri disposti a doppia stella, derivato dal Wright R-2600 di cui la Hispano-Suiza aveva acquisito la licenza di costruzione; sul prototipo LeO 45-01 vennero impiegati motori delle serie "06" e "07" (tra loro con movimento controrotante), capaci di sviluppare la potenza di circa 1 095 CV (pari a 805 kW).
Lo stesso velivolo, modificato come detto nelle cappottature dei motori, venne equipaggiato con una coppia di Gnome-Rhône 14N (serie "20" e "21", anche in questo caso tra loro controrotanti): invariata l'architettura (radiale a 14 cilindri) ed il sistema di raffreddamento (ad aria), la potenza erogata era leggermente inferiore, 1 045 CV (768 kW). La denominazione dell'aereo mutò per questa modifica in LeO 451-01.
Gli esemplari realizzati in serie, tutti della variante LeO 451 poiché non fu possibile completare gli ordini ricevuti a causa delle sorti del conflitto, erano equipaggiati con motori Gnome-Rhône 14N (indipendentemente serie "38" e "39" oppure "48" e "49").
Solamente nel dopoguerra un lotto di 40 velivoli fu modificato mediante (tra le altre cose) la sostituzione dei motori con una coppia di Pratt & Whitney R-1830: anche in questo caso radiale a 14 cilindri, il "Twin Wasp" era in grado di sviluppare circa 1 200 hp di potenza (pari a circa 895 kW).

### Armamento
Il carico offensivo trasportabile dal LeO 451 poteva arrivare ad un massimo di 2 000 kg di bombe: il vano bombe principale, limitando a 1 000 L il carico di carburante nel serbatoio in fusoliera, poteva contenere due bombe da 500 kg ciascuna e cinque da 200 kg; in alternativa, senza limitazioni al serbatoio principale, l'impiego dei vani bombe ricavati nello spessore alare consentiva di trasportare al massimo 400 kg di bombe.
La dotazione difensiva era costituita da una mitragliatrice MAC 1934M39 calibro 7,5 mm disposta sotto il muso, nella parte sinistra della fusoliera, sparante (fissa) in avanti e dotata di 300 proiettili; una seconda mitragliatrice dello stesso modello era alloggiata in una torretta ventrale retraibile in fusoliera, armata con 500 proiettili. In posizione dorsale era montato, comandato da una torretta vetrata retraibile, un cannone Hispano-Suiza HS.404 calibro 20 mm, sparante verso la coda del velivolo, dotato di 120 proiettili.

## Impiego operativo

### Francia
Armée de l'air
Allo scoppio della guerra i LeO 451 erano presenti in servizio operativo nei reparti dell'aviazione francese in numero esiguo (fonti tra loro discordanti indicano cinque o dieci esemplari). La riorganizzazione dei reparti prevedeva che dieci gruppi fossero riequipaggiati con i LeO 451 e pienamente operativi entro la fine di febbraio del 1940 ma a fronte di 270 velivoli necessari, a quella data le consegne effettive furono di 106 unità, di cui solo poco più della metà effettivamente in condizioni operative.
Le prime missioni dei LeO 451 riguardarono la ricognizione del territorio tedesco e proprio durante una di queste missioni un bimotore del Groupe de bombardement I/31 fu il primo di questo tipo a subire l'abbattimento, nello specifico ad opera della FlaK nel cielo di Euskirchen, il 6 ottobre del 1939, dopo essere stato danneggiato da un Messerschmitt Bf 109.
Al momento dell'invasione tedesca, il 10 maggio 1940, l'Armée de l'air aveva ricevuto in consegna 222 bimotori LeO 451, dei quali 7 erano già stati radiati per ragioni diverse mentre un centinaio erano in riparazione o in corso di modifica. Nella zona delle operazioni vi erano solamente due gruppi da bombardamento equipaggiati con i LeO 451 mentre altri due gruppi operavano con gli Amiot 143; altri cinque gruppi erano schierati nel settore delle Alpi, ma ancora parzialmente equipaggiati con i Bloch MB 210.
Il giorno 11 maggio dieci bimotori LeO 451 dei GB I/12 (sei aerei) e GB II/12 (quattro) furono protagonisti di un attacco ad una colonna motorizzata tedesca, lungo la strada che unisce Maastricht e Tongeren. Dei nove velivoli che riuscirono a fare ritorno, uno solo era in condizioni di volare il giorno successivo. Nei giorni seguenti l'aeroporto di Persan-Beaumont, dal quale operavano i due Groupe de bombardement della 12eme Escadre venne attaccato da dodici Heinkel He 111 e numerosi velivoli, tra cui alcuni ceduti da altri gruppi, andarono distrutti.
Il 21 maggio, dopo 140 missioni durante le quali furono sganciate 120 tonnellate di bombe al prezzo di 41 macchine distrutte, i quattro gruppi che utilizzavano i LeO 451 furono trasferiti verso sud per una nuova riorganizzazione. Presto rientrati in azione, i reparti furono destinati ad azioni notturne, tra le quali si ricorda un attacco agli impianti della BMW di Monaco di Baviera e Augusta, vanificato dalle cattive condizioni atmosferiche.
Nel frattempo i gruppi impegnati nella "Zona d'Operazioni Aeree delle Alpi" operarono contro obiettivi italiani; in particolare viene indicata un'azione contro non meglio specificati bersagli militari nelle zone di Vado e Novi Ligure.
La criticità della situazione per le forze armate francesi richiese l'impiego di tutte le forze disponibili, determinando il rapido ritorno all'impiego diurno dei LeO 451; in ogni caso l'esito del conflitto appariva ormai evidente ed i primi reparti (due gruppi dell'11eme e due della 23eme Escadre) ricevettero l'ordine di rischierarsi su basi situate nelle colonie del Nordafrica il giorno 17 giugno, tre giorni dopo la caduta di Parigi.
Il 25 giugno 1940, data dell'entrata in vigore dell'armistizio franco-tedesco, rimanevano in madrepatria circa 180 bimotori LeO 451 dei quali solo 72 prontamente operativi. Circa 135 aerei erano invece in servizio presso reparti schierati in Nordafrica, suddivisi tra diversi gruppi da bombardamento; dei 452 esemplari completati prima dell'armistizio, circa 130 erano andati perduti.
Aéronautique navale
La componente aeronautica della marina francese prese in carico complessivamente 13 esemplari del LeO 451, dei quali solamente 6 risultavano operativi nella Escadrille 1B; questa, di stanza in Marocco, ricevette i bombardieri nel corso del mese di giugno del 1940 troppo tardi per ogni impiego in combattimento.
Nel dopoguerra
Alla fine della seconda guerra mondiale vennero inventariati 67 esemplari superstiti del LeO 451, di cui 22 recuperati nel territorio metropolitano e 45 in Nordafrica. Le condizioni di questi aerei non erano sempre ottimali ma per la propria rifondazione l'Armée de l'air necessitava di qualunque tipo di velivolo per cui la SNCASE ricevette una commessa per la rimessa in opera di un primo lotto di 14 aerei.
Di questi velivoli, 11 furono utilizzati con la denominazione LeO 451E dalla stessa SNCASE e dall'Office national d'études et de recherches aérospatiales (ONERA), come laboratori volanti o lanciatori di armi sperimentali (come lo SNCASE SE-1500 o l'Arsenal 5501). I tre aerei rimanenti, vennero denominati LeO 455 e ceduti alla SNECMA che li utilizzò per lo sviluppo del motore Gnome-Rhône 14R.
Uno degli esemplari rimasti in Nordafrica fu modificato, prevalentemente a causa della carenza di pezzi di ricambio: dotato di motori Pratt & Whitney R-1830 "Twin Wasp" e di cabina adatta al trasporto di sei passeggeri, ebbe la denominazione mutata in LeO 453; a partire dal 1947 tale modifica fu estesa ad altri 39 esemplari che furono destinati a reparti adibiti al trasporto, prevalentemente nei territori delle colonie. Successivamente alcune di queste macchine vennero ulteriormente rivisitate ed adibite a compiti di ricerca e soccorso nelle file dell'Aéronavale. Altri esemplari ancora vennero utilizzati per rilevazioni di aerofotogrammetria per l'Institut Géographique National e denominati LeO 455 Ph
Progressivamente dismessi dopo una lunga carriera operativa, gli ultimi due esemplari del bimotore della Lioré et Olivier furono definitivamente radiati nel settembre del 1957 dopo essere stati dichiarati obsoleti.

### Francia di Vichy

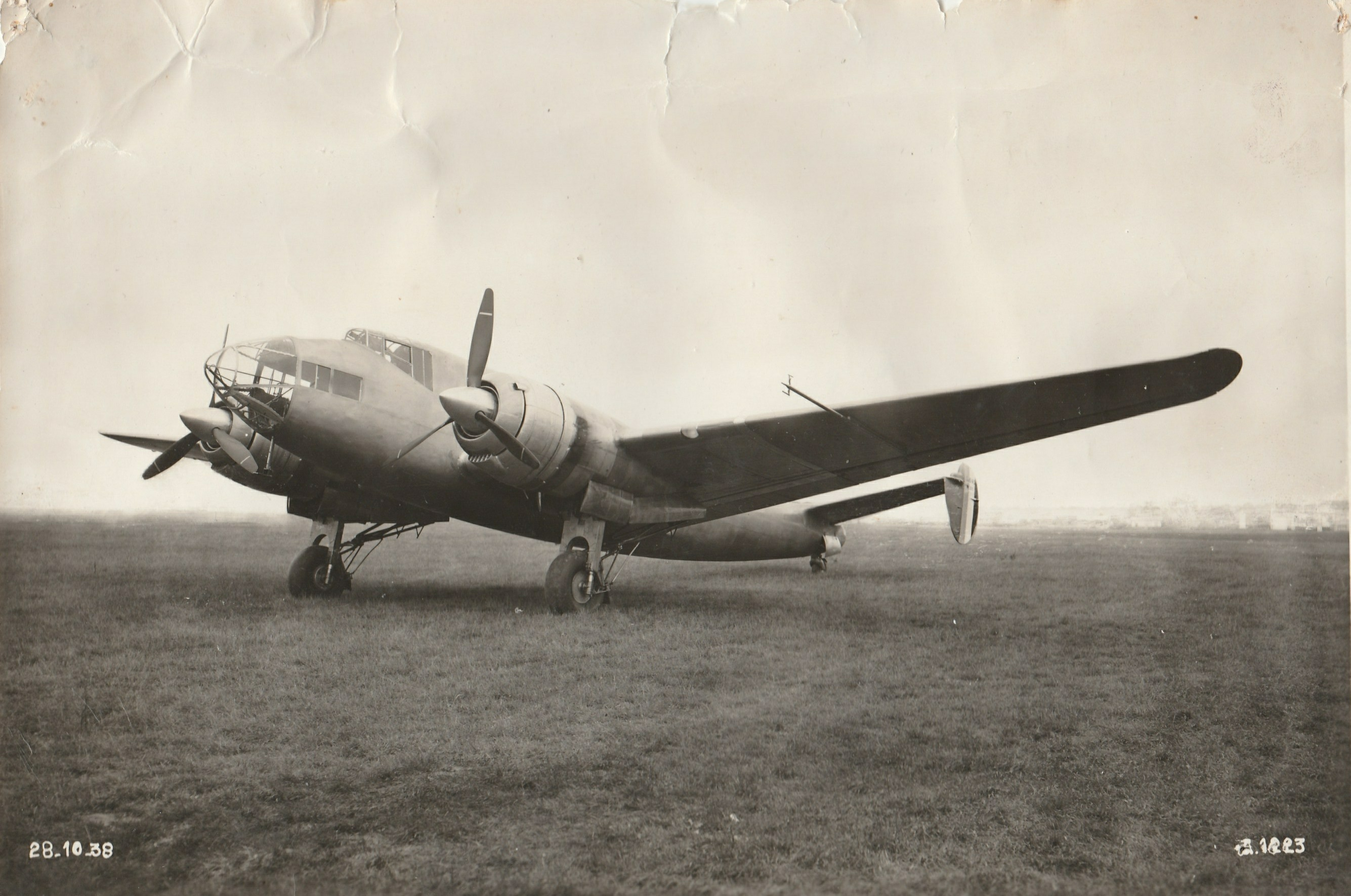
Lioré et Olivier LeO 45

In seguito alla firma dell'armistizio, le autorità tedesche stabilirono la riduzione del numero delle unità operative dell'Armée de l'air de l'armistice; di conseguenza, nel mese di settembre del 1940, i LeO 451 equipaggiavano solamente 7 gruppi da bombardamento.
In questo periodo i LeO furono oggetto di modifiche ai piani di coda (modificati con l'utilizzo di nuove derive) e nell'armamento difensivo (con l'aggiunta di due mitragliatrici MAC 1934M39 a fianco del cannone); le autorità tedesche autorizzarono anche la ripresa della produzione: il governo di Vichy ordinò un nuovo lotto di 225 aerei, dei quali solo 102 furono completati prima del novembre del 1942.
L'impiego in combattimento da parte dell'Armée de l'air de l'armistice riguardò prevalentemente i cieli della Siria, ma si trovano riferimenti di raid su Gibilterra svolti il 23 e 24 settembre del 1940 come rappresaglia ad un attacco mosso da forze gaulliste alla città di Dakar.
Circa l'impiego dei LeO 451 da parte dei reparti della marina, in questo periodo le fonti indicano la sperimentazione, a partire dal giugno del 1942, di un'apparecchiatura analoga all'anello Mausi su uno degli esemplari in dotazione.
Nel corso dell'Operazione Torch i LeO 451 schierati in Marocco ed Algeria vennero inviati per contrastare le forze alleate sbarcate a terra l'8 novembre del 1942; anche in questo caso i bimotori LeO non poterono incidere sulle sorti del conflitto e tra il 10 e l'11 novembre le ostilità cessarono, secondo gli ordini dell'ammiraglio francese François Darlan.
Mentre in Nordafrica i superstiti aerei francesi vennero presi in carico dalle forze di France libre, in madrepatria (in esecuzione dell'Operazione Anton) le forze dell'Asse sciolsero le forze armate del regime di Vichy, sequestrando 94 LeO 451 (dei quali 9 non in condizioni di utilizzo).

### Francia libera
Inquadrati nel Groupe de bombardement I/25, nel gennaio del 1943 i LeO 451 vennero utilizzati per il trasporto di munizioni per le United States Army Air Forces per confluire, il mese successivo, nel neocostituito Groupement Mixte 8 alle dipendenze della Northwest African Tactical Air Force. In questo contesto i bimotori LeO portarono a termine oltre 80 missioni (prevalentemente di bombardamento notturno) contro obiettivi nemici in Tunisia.
Dopo la resa italo-tedesca sul territorio africano, alcuni reparti delle Forces aériennes françaises libres furono riorganizzati e trasferiti nel Regno Unito dove, inquadrati nella Royal Air Force, furono dotati dei quadrimotore Handley Page Halifax. Altri, anche in questo caso dismessi i LeO 451 in favore dei Martin B-26 Marauder, presero invece parte alla Campagna d'Italia.
Per quanto concerne la marina francese, la 4F Flotille fu destinata al pattugliamento costiero delle isole Canarie fino al luglio del 1943, dopo di che venne sciolta ed i suoi velivoli (tra cui alcuni LeO 451) raggruppati a Port Lyautey e destinati a compiti di collegamento e di addestramento.
Nel frattempo, a partire dai primi mesi del 1943, le autorità francesi crearono a Marrakech la Ecole d'Application du Personnel Navigant, confluita poi nel Centre d'Instruction du Bombardement nel 1944; queste strutture addestrative furono equipaggiate con i LeO 451 fino al 1945.

### Germania
La Luftwaffe non dimostrò interesse particolare per il LeO 45 in veste di bombardiere; al contrario, a corto di aerei da trasporto, provvide inizialmente a far modificare presso gli impianti di Marignane due esemplari catturati nella variante definita per questa ragione LeO 451T. Le modifiche apportate consentivano di trasportare 17 soldati oppure 8 barili di carburante da 200 litri ciascuno.
Il risultato ottenuto fu apprezzabile e la modifica venne estesa ad altri esemplari ma i dati reperiti sono discordanti: la Luftwaffe parrebbe aver impiegato 28 velivoli, ma si trova anche l'indicazione circa l'impiego di 40 esemplari di LeO 451T inquadrati nel Kampfgruppe zur besonderen Verwendung 700, stanziato tra il marzo ed il maggio del 1943 presso l'Aeroporto di Parigi-Le Bourget. Ancora nel corso del 1943 la Deutsche Lufthansa avrebbe anche avanzato un ordine per 100 nuovi velivoli di questo tipo, per l'uso da parte della Luftwaffe.

### Italia
Tra le "prede di guerra" prese in carico dalla Regia Aeronautica, figurano anche diversi esemplari di LeO 451: si trovano indicazioni relative all'assegnazione all'aviazione italiana di 66 aerei tra quelli sequestrati dalla Luftwaffe nel novembre del 1942; altre fonti indicano che al 31 luglio 1943 (decimati da frequenti problemi al carrello) fossero 27 gli esemplari ancora in carico ai reparti.
Gli aerei tuttavia furono impiegati essenzialmente per scopi di addestramento e non furono assegnati a reparti combattenti; risulta un solo tentativo di impiego presso il "51º gruppo autonomo B.T." (di stanza presso l'aeroporto di Bologna-Borgo Panigale) che, condizionato dalla carenza di parti di ricambio e dalla ormai precaria organizzazione dei reparti, non portò comunque ad operazioni belliche.

## Versioni
- LeO 45: denominazione relativa al progetto, il cui mockup venne realizzato nel corso del 1935. I due prototipi ebbero rispettivamente la denominazione "45-01" e "45-02"; equipaggiato con una coppia di motori Hispano-Suiza 14AA, effettuò il primo volo il 16 gennaio 1937.
- LeO 450: designazione riguardante la prevista versione da realizzare in serie dotata di motori Hispano-Suiza 14AA delle serie 06 e 07; l'ordine, inizialmente sottoscritto nel maggio del 1937, venne in seguito modificato in favore della versione "451".
- LeO 451: modello standard del velivolo, il cui primo esemplare volò il 24 marzo 1939. Dotato di due motori Gnome-Rhône 14N, venne prodotto in circa 580 esemplari[14], ivi comprese alcune macchine modificate in occasioni diverse:
  - LeO 451C: conversione postbellica di dodici esemplari destinati al trasporto civile[14];
    - LeO 451E: si tratterebbe di soli tre esemplari, già compresi nel precedente lotto di dodici macchine, utilizzati per diversi scopi sperimentali (ma si trovano anche indicazioni circa l'assegnazione di tale denominazione a undici dei dodici aerei[23]).

  - LeO 451G: si tratterebbe della designazione teoricamente assegnata ad un lotto di dodici aerei ordinati dalle autorità della Grecia, nei fatti mai consegnati e trattenuti per l'impiego nell'aviazione francese.
  - LeO 451M: ridenominazione dell'esemplare già denominato in precedenza "LeO 456".
  - LeO 451T: denominazione utilizzata per identificare gli esemplari modificati dalla Luftwaffe in aerei da trasporto nel corso del 1943.
  - LeO 453: con questa sigla furono identificati quaranta aerei oggetto di sostanziale ristrutturazione postbellica; equipaggiati con motori Pratt & Whitney R-1830 statunitensi, vennero adibiti al ruolo di trasporto o di ricerca e soccorso.
  - LeO 455: designazione relativa a tre esemplari di "451" ceduti nel dopoguerra alla SNECMA che li utilizzò per lo sviluppo del motore Gnome-Rhône 14R[23]. La versione "455" compare già tra quelle ordinate all'inizio della guerra ed identifica un ordine per quattrocento aerei dotati, fin da allora, dello stesso motore[13].
  - LeO 455Ph: sigla che contraddistinse cinque aerei impiegati per la realizzazione di rilevazioni aerofotogrammetriche.
  - LeO 456: designazione prevista per una variante "navalizzata" (dotata di strumentazioni ed apparecchiature specificamente destinate all'impiego per la ricognizione costiera o il bombardamento antinave). Il solo esemplare realizzato fu poi ridenominato "451M".
- LeO 452: versione per la quale era previsto l'impiego di motori Hispano-Suiza 14AA delle serie 12 e 13, rimasta alla fase di progetto.
- LeO 457: variante per il bombardamento da alta quota; ne risultano ordinati cinque esemplari[12][13].
- LeO 458: progetto relativo ad una variante dotata di motori Wright GR-2600-A5B Cyclone 14 da 1 600 hp, di cui fu concluso un ordine per 200 esemplari[12][13].

## Utilizzatori
Francia
- Armée de l'air
- Aéronautique navale

 Francia di Vichy
- Armée de l'air de l'armistice

 Francia libera
- Forces aériennes françaises libres

 Germania
- Luftwaffe

operò con alcuni esemplari catturati.
 Italia
- Regia Aeronautica

operò con alcuni esemplari catturati.
 Stati Uniti
- United States Army Air Forces

operò con alcuni esemplari catturati.

### Annotazioni
1. ↑  Agenzia dello Stato francese responsabile del coordinamento di studi sul trasporto aereo. Creata nel 1916 come sezione tecnica dell'aeronautica, l'istituzione esisterà fino al 1980 quando, a seguito di una revisione delle diverse organizzazioni legate al trasporto aereo, vedrà i propri poteri sparsi in diversi servizi tecnici del programma di servizio aerospaziale.
2. ↑  In lingua inglese, flush-riveted skin.
3. ↑  La "E" indicava "essai", in lingua francese "prova".
4. ↑  "Ph" indicava "Photographique", in lingua francese "fotografico".
5. ↑  In lingua tedesca: "Gruppo di combattimento per uso speciale" n° 700.
6. ↑  La stessa fonte tuttavia non indica l'esito finale di questo ordinativo.

### Fonti
1. 1 2  Liore-Olivier LeO 451, in "aviastar.org".
2. 1 2 3  Bombardieri della seconda guerra mondiale, pp. 140-141.
3. ↑  Angelucci e Matricardi 1978, p. 254.
4. 1 2 3 4 5 6 7 8  Liore-et-Olivier LeO 45 in Уголок неба.
5. 1 2 3 4 5 6 7 8 9  Danel, 1967, p. 6.
6. ↑  Lioré et Olivier LeO 451 in Aviafrance.
7. 1 2 3 4 5 6  Danel, 1967, p. 3.
8. 1 2 3 4 5 6 7 8 9 10 11 12 13  Pelletier, 2009, p. 24.
9. 1 2 3  Danel, 1967, p. 4.
10. 1 2 3 4 5 6 7 8  Danel, 1967, p. 5.
11. 1 2 3 4 5 6 7 8  Danel, 1967, p. 7.
12. 1 2 3 4 5 6  Danel, 1967, p. 10.
13. 1 2 3 4 5  Pelletier, 2009, p. 27.
14. 1 2 3 4 5 6 7 8 9  Weal, Weal e Baker, 1977, p. 95.
15. ↑  Boroli e Boroli, 1983, p. 253.
16. ↑  Pelletier, 2009, p. 29.
17. 1 2 3 4 5 6  Pelletier, 2009, p. 31.
18. 1 2 3 4 5 6 7  Danel, 1967, p. 11.
19. 1 2  Weal, Weal e Baker, 1977, p. 92.
20. 1 2 3 4 5  Danel, 1967, p. 12.
21. 1 2 3 4 5 6 7  Danel, 1967, p. 13.
22. 1 2 3  Pelletier, 2009, p. 32.
23. 1 2 3 4 5 6 7 8 9 10  Danel, 1967, p. 16.
24. 1 2 3 4  Pelletier, 2009, p. 35.
25. 1 2 3 4 5 6 7  Danel, 1967, p. 14.
26. ↑  Kampfgruppe zur besonderen Verwendung 700, in "The Luftwaffe, 1933-45".
27. 1 2  Brotzu, Caso e Cosolo, 1973, p. 84.

### Pubblicazioni
- Emilio Brotzu, Michele Caso e Gherardo Cosolo, Bombardieri, in Dimensione cielo, n. 6, Roma, Edizioni Bizzarri, 1973,  pp. 76-84.
- (FR) Jean Cuny e Raymond Danel, L'aviation française de bombardement et de renseignement 1918-1940, in Docavia, n. 12, Clichy, FR, Editions Larivière, 1986.
- (FR) Jean Cuny e Raymond Danel, LeO 45, Amiot 350 et autre B4, in Docavia, n. 23, Clichy, FR, Editions Larivière, 1986.
- (EN) Raymond Danel, The Lioré et Olivier LeO 45 Series, in Aircraft Profile, n. 173, Leatherhead, Surrey, UK, Profile Publications, 1967.
- (EN) Alain Pelletier, French Bombers of World War II, in In action, Aircraft Number 189, Carrollton, TX, USA, Squadron/Signal Publications Inc., 2003,  pp. 24-37, ISBN 978-0-89747-458-0.
- (EN) The LeO 45 bomber, in Flight, Sutton, Surrey - UK, Reed Business Information Ltd., 16 maggio 1940. URL consultato il 1º luglio 2015.